# Ceratomyxa hepseti
Ceratomyxa hepseti is een microscopische parasiet uit de familie Ceratomyxidae. Ceratomyxa hepseti werd in 1895 beschreven door Thélohan. 